# Стрекоза и муравей (мультфильм, 1961)
«Стрекоза и муравей» — советский рисованный мультфильм режиссёра Николая Фёдорова, снятый в 1961 году по мотивам одноимённой басни Ивана Андреевича Крылова.

## Сюжет
Утро. Стрекоза всё ещё спит на листике. Тем временем внизу мчится полный грузовик с Муравьём (единственный из всех его собратьев в одежде) за рулём; с размаху он врезается в паутину и застревает. Машина сдаёт назад, но ничего не получается, тогда водитель начинает вручную распутывать колёса. Стрекоза разбужена тряской, а паутина крепится к стеблю того растения, на листе которого она спит. Она не даёт Муравью освободить машину, дёргая со своей стороны край паутины, тем временем создаётся пробка из ещё трёх грузовиков. Четыре муравья-шофёра сцепляют все 4 машины и прорывают паутину. Это действие подбрасывает Стрекозу: она грозит кулаком проехавшим грузовикам, потом всё равно ложится досыпать.
Кадр меняется, показывают муравейник. Муравьи в пожарных касках уже на грибе-каланче, другие муравьи на улитках-троллейбусах и пешком идут в муравейник на работу, маленькие муравьишки идут в школу. Рабочий день начинается, три муравья прибивают лозунг: «Делу время — потехе час!». Продолжается строительство муравейника.
Стрекоза просыпается, завтракает ягодой и росой и начинает танцевать с другими насекомыми. Тем временем работа муравьёв даёт свои плоды, муравьиные семьи переезжают в новые квартиры, школьники учатся. Стрекоза всё танцует, тогда как муравьи в промышленных масштабах заготавливают на зиму ягоды. Часть муравьёв собирает ягоды и раскладывает в вагонетки-цветы, которые тянет паровоз. Другая часть варит варенье, один Муравей на производственной линии закрывает крышки ударом кулака. Стрекоза с приятелями мешает им работать.
Тем временем муравьиха на повозке с впряжённой гусеницей везёт на склад капусту и останавливается на железнодорожном переезде, где, гудя, проезжает паровоз с теми самыми вагонетками, наполненными ягодами. Все продукты доставляются на склад, показана и электрификация склада — лампочка из светлячка.
Показывают, что даже солнце недовольно пляскам Стрекозы. Оно рукой бросает на компанию тучу, идёт дождь. Начинают падать жёлтые листья. Стрекоза просыпается, но ягод уже нет. Погода всё ухудшается — начинает идти снег. Рассказчик начинает читать заключительные строки басни о зиме.
Стрекоза, завернувшись в лист, идёт к муравейнику. Лозунг у муравьёв уже поменялся на «Кончил дело — гуляй смело!», и началась зимняя жизнь: дети лепят снеговика и водят вокруг него хоровод, а мороженщица продаёт ребятам мороженое. Стрекоза говорит тому самому Муравью: «Не оставь меня, кум милый…». На это Муравей вручает Стрекозе лопату для уборки снега и говорит: «Ну, поди-ка попляши».

## Съёмочная группа
| авторы сценария           | Сюзанна Бялковская, Анатолий Сазонов |
| режиссёр                  | Николай Фёдоров |
| художник-постановщик      | Мария Рудаченко |
| оператор                  | Нина Климова |
| композитор                | Виталий Гевиксман |
| звукооператор             | Николай Прилуцкий |
| текст от автора читает    | Николай Литвинов |
| художники-мультипликаторы | Лидия Резцова, Вячеслав Котёночкин, Игорь Подгорский, Борис Чани, Татьяна Фёдорова, Виолетта Карп, Елизавета Комова, Александр Давыдов, Борис Бутаков |
| xудожник-декоратор        | Ирина Светлица |
| ассистенты режиссёра      | Нина Орлова, М. Русанова |
| ассистент xудожника       | Владимир Тарасов |
| монтажёр                  | Валентина Турубинер |
| редактор                  | Раиса Фричинская |
| директор картины          | Фёдор Иванов |

## Отзывы
По-новому прочтена в нескольких мультфильмах и басенная классика. Не раз за свою историю обращалась наша мультипликация к знаменитой крыловской басне «Стрекоза и Муравей». Но благодаря интересной трактовке режиссёра Н. Фёдорова и художника М. Рудаченко герои басни стали рисованными символами двух различных принципов отношения к жизни. Конфликт бездумного «прожигательства» и трудолюбия зазвучал в этом маленьком мультфильме по современному свежо и остро.
— Асенин С. В. Оружие смеха. Диапазон комического.